# Estació de trens de Sandweiler-Contern
L'Estació de trens de Sandweiler-Contern (en luxemburguès: Gare Sandweiler-Conter; en francès:  Gare de Sandweiler-Contern, en alemany: Bahnhof Sandweiler-Contern) és una estació de trens que es troba a Sandweiler al sud de Luxemburg. La companyia estatal propietària és Chemins de Fer Luxembourgeois. L'estació està situada en el ramal ferroviari de la línia 30 CFL, que connecta la ciutat de Luxemburg amb l'est del país i amb Trèveris.

## Servei
Sandweiler-Contern rep els serveis ferroviaris pels trens de Regional Express i (RE)Regionalbahn (RB) amb relació a la línia 30 CFL entre Ciutat de Luxemburg i Wasserbillig, o Trèveris i Koblenz (Alemanya).